# Ogonna Nnamani
Ogonna Nnamani est une ancienne joueuse de volley-ball américaine née le 29 juillet 1983 à  Bloomington (Illinois). Elle mesure 1,85 m et jouait au poste de réceptionneuse-attaquante. Elle a totalisé 88 sélections en équipe des États-Unis.

## Biographie
Ogonna Nnamani fait partie de l'équipe des États-Unis de volley-ball féminin médaillée d'argent aux Jeux olympiques d'été de 2008 à Pékin.

## Clubs
| Club                | De        | À         |
| ------------------- | --------- | --------- |
| Stanford University | 2001-2002 | 2003-2004 |
| Pinkin de Corozal   | 2004-2005 | 2005-2006 |
| River Plaisance     | 2006-2006 | 2006-2006 |
| VBC Voléro Zurich   | 2006-2007 | 2006-2007 |
| Asystel Novare      | 2007-2008 | 2007-2008 |
| Galatasaray SK      | 2008-2009 | 2008-2009 |
| VK Prostějov        | 2009-2010 | 2009-2010 |

## Palmarès

### Équipe nationale
- Jeux olympiques
  -  2008 à Pékin.
- Grand Prix mondial
  - Vainqueur : 2010.
- Coupe panaméricaine
  - Finaliste : 2004.
- Championnat d'Amérique du Nord
  - Finaliste: 2007.

### Clubs
- Championnat de Suisse
  - Vainqueur : 2007.
- Coupe de Suisse
  - Vainqueur : 2007.
- Championnat de République tchèque
  - Vainqueur : 2010.
- Coupe de République tchèque
  - Vainqueur : 2010.